# Antonio Pérez Gómez
Antonio Pérez Gómez (Puebla del Caramiñal; 13 de marzo de 1893 - México, 16 de marzo de 1983) fue un técnico mecánico, político gallego y alcalde socialista de la Puebla del Caramiñal antes del golpe de Estado de 1936.

## Biografía

### Orígenes
Nació en la Puebla del Caramiñal en 1893. Hijo de Santiago Pérez Albores y Emilia Gómez del Campo. Hermano del escritor y periodista José Juan Pérez Gómez. Casado con Manuela Domínguez Pazos con quien tuvo 11 hijos e hijas. Fue mecánico especializado en construcción y montaje de maquinaria para la industria conservera. En 1929 patentó una máquina selladora, así como la construcción de tal maquinaria. Tuvo taller propio en la Puebla del Caramiñal durante treinta y cinco años y trabajó en los talleres de Sanjurjo y de Ferrocarril en Vigo durante cinco años.   
Durante la Segunda República fue militante del Partido Socialista Obrero Español (PSOE), consejero en las primeras agrupaciones republicanas y presidente de la Comisión Gestora. Miembro de la Unión General de Trabajadores y afiliado a la AS de dicha localidad. Miembro de la central sindical. Por su participación en la huelga general revolucionaria de 1934 estuvo detenido quince días en Santiago de Compostela. Con la victoria del Frente Popular, fue nombrado alcalde de la Puebla del Caramiñal en 1936.   

### Guerra civil
Tras el golpe de Estado del 18 de julio de 1936 la situación en la región de la Coruña se complicó especialmente para partidarios y políticos de partidos de izquierda. La resistencia republicana, organizada principalmente por el gobierno civil de Cataluña, así como por alcaldes, consejeros y los Comités de Defensa de la República o del Frente Popular, comenzó inmediatamente a luchar en contra de las tropas militares. Tan sólo una semana después del golpe de Estado, el 25 de julio, el triunfo del levantamiento militar comenzó a marcar el fin de la resistencia y se dio aviso a los residentes de Boiro, Puebla de Caramiñal, Ribeira y Puerto del Son que debían salir de la región. El intento de salida debería de ser de Muros en dos barcos incautados: el "Santa Eulalia" y el "Santa Rosa".
El día 26 de julio, el bando sublevado de Santiago de Compostela entró en Boiro, amenazando a los residentes de la región. Algunos resistentes amenazados, entre ellos los regidores José Martínez Virel y Antonio Lago Outerial, escaparon en la lancha motora San José n.º 2 desde el puerto de Cabo de Cruz. El barco se dirigía posteriormente a los puertos de Palmeira e Insuela, en donde recogería a otros resistentes de la Puebla de Caramiñal, entre ellos al alcalde Antonio Pérez Gómez. El grupo de 19 activistas y políticos republicanos partió hacia el sur, rumbo a Portugal, llegando al puerto portugués de Leixões. En Leixões, serían detenidos y colocados en un campo de concentración en Cascais.
Posteriormente salió de Lisboa rumbo a Burdeos en un transatlántico francés que venía de América e hizo escala en Lisboa. Finalmente, llegaría a Madrid desde Cataluña. Realizó parte del viaje junto con Manuel Porteiro. Formó parte del 4.º Batallón de la 1.ª Brigada Mixta de las Milicias Populares Gallegas en Madrid, en donde participó como soldado de la 2.ª compañía. Fue técnico de mecanización de proyectiles en la Subsecretaría de Armamento de Barcelona. 
Fue procesado en la causa judicial 1255/1937 abierta en Compostela por rebelión a causa de la requisa de material explosivo de las minas de "Estañifera de Arosa", acción armada del comité republicano de la comarca Boiro. También fue procesado en causa judicial abierta en Ferrol 4267/1938. Declarado huido y en rebeldía. Se inició proceso militar contra él el 5 de octubre de 1937. 

### Exilio
Al finalizar la guerra, se exilió en Francia, cruzando la frontera Port-Bou el 7 de febrero de 1939. En Francia se encontró nuevamente en un campo de concentración, esta vez el campo de Argelès-sur-Mer. Previo a su salida de Francia, residió en Sète (Hérault) y en 47 Rue Ornano (Burdeos).  
El 12 de junio de 1939 salió del puerto de Pauliac en el departamento de Gironda, Francia en el buque Ipanema junto con 993 exiliados de la guerra civil. Llegó al puerto de Veracruz, México, el día 7 de julio de 1939. El buque Ipanema llegaría un mes después del Sinaia, el primer buque que atracó en México con exiliados españoles al fin de la guerra. Ipanema, Sinaia y Mexique fueron las primeras tres grandes expediciones marítimas de exiliados españoles del verano de 1939, gracias a las cuales llegaron alrededor de 5000 españoles a México.  
En el transcurso de los años después de su llegada a México, logró sacar a gran parte de su familia de España. Su esposa y la mayoría de sus hijos e hijas encontraron refugio en México o Estados Unidos.  
En México continuó trabajando como mecánico y publicó un libro titulado "Mecánica de Taller. Datos y Formulas de Práctica y Técnica Mecánica".    
| Predecesor: ? | Alcalde da Pobra do Caramiñal 1936 | Sucesor: José Barrera López |